# Интендант
Интендант (на френски: intendant; на испански: intendente, на немски: Intendant, произход от латинската дума intendere – „насочване на стремежа си към нещо“), e титла използвана в различни страни и епохи от тяхната история. Традиционно, длъжността интендант се отнася до някой, който е на държавен административен пост. Днес тази титла се използва често в сферата на операта, театрите и телевизията като еквивалент на длъжността главен директор. При използване на думата интендант в сферата на частния бизнес, тя често означава мениджърска позиция с даден контрол върху всички аспекти на компанията – еквивалтент на генерален изпълнителен директор.